# 鬼医者
『鬼医者』（おにいしゃ ）2002年4月26日にSAGA PLANETS発売されたアダルトゲームである。
2005年7月15日にはStandard Editionが発売され、2016年にはアニゲマでAndroid版の配信が開始された。

## 概要
優秀ながらも性格に問題を抱えた医師が女たちを食い物にしていくアドベンチャーゲーム。
特徴の一つとして、Hシーンのあるキャラクターがサブヒロインも含めて22名と多い上、年齢や職業に幅があることがあげられる
また、本編クリア後は好きなヒロインとの凌辱に特化した「鬼医者モード」が解放される。

## ストーリー
主人公は優秀な医者だったが性格に問題があり、首都圏の大病院に解雇された過去を持つが、懲りることなく次の"獲物"を探していた。
そこへ、主人公の遠縁の叔父にして個人病院を経営する名士・山科大造が、主人公を自らの屋敷に住まわせ、自らが経営する病院に就職させた。
誰にも邪魔されず好き放題できると考えた主人公は、女たちを籠絡し、調教していった。

## 登場人物
主人公
山科病院に転勤した医者。

### ヒロイン
綾部 梨華(あやべ りか)
声:櫻レオナ
山科医院に勤務する看護婦。
高飛車で主人公に対して嫌悪感を示す一方、恋愛に対しては純情で好きになった人物には尽くすタイプ。
槇島　ちひろ（まきしま-）
声:秋月桃子
主人公の元同僚で、かつての勤務先で彼の奴隷になっていた。表情をほとんど変えないため考えがわかりにくいが、主人公のためなら他者に迷惑をかけるのを厭わないほど一途な性格の持ち主。
若宮　花帆（わかみや　かほ）
声:田中美智
山科医院の看護婦で、主人公の最初の標的となる。一生懸命な性格で患者から慕われているが、主人公の調教を受けた結果堕落してしまう。
山科　美麻（やましな　みま）
声:一比未子
院長の三女。虚弱体質故、外に出ることがなかった。家族を不安にさせないために明るくふるまっている。幼く純粋な性格で、主人公をお兄ちゃんと慕う。
山科　未緒（やましな みお）
声:もっち
院長の次女。いわゆるボクっ娘だが、少女的な趣味の持ち主でもある。異性との接触に乏しいため、主人公に対して反抗的な態度をとっている。
山科　美加（やましな みか）
声:櫻レオナ
院長の長女であり、病院の受付嬢をしている。明るいが、主人公に対しては仕事上の付き合いとして距離をとっている。
弓削　いずみ （ゆげ　いずみ）
けがのため、山科病院に入院する少女。けが自体は大したものではなく、意識ははっきりしているものの、主人公の質問にはなかなか応じようとしない。
高尾　めぐみ （たかお　めぐみ）
山科家に仕えるメイドで、山科家に忠誠を誓っている。おとなしい性格だが、昔気質。
山科　志乃 （やましな　しの）
山科　大造の妻で、三姉妹の母。
初川　アンシー （ういかわ　アンシー）
海外赴任中の日本人と結婚して町に引っ越してきた外国人。
瀬田　春菜 （せた　はるな）
町の中華料理店の店主。
瀬田　あすか （せた　あすか）
春菜の娘。
瀬田　ともか（せた　ともか）
春菜の娘で、あすかの双子の姉。
生駒　詩織 （いこま　しおり）
町の住人である漫画家。
柏原　亜美 （かしはら　あみ）
山科病院に来た妊婦。
久御山　雅 （くみやま　みやび）
山科病院の近くにある神社の巫女。
宮津　麻衣 （みやづ　まい）
町の保育園に勤める保育士。
久世　清音 （くぜ　きよね）
町にある学園の女子生徒。
和泉　ゆかり （いずみ　ゆかり）
清音の友人である女子生徒。
白川　菜摘 （しらかわ　なつみ）
美緒の家庭教師。
八木　祐子 （やぎ　ゆうこ）
学園の体育教師。

### その他
山科　大造(やましな だいぞう)
主人公の遠縁の叔父で、山科一家の大黒柱。個人病院を経営しており、町の名士としても知られている。

## スタッフ
- 原画：ささかまめぐみ
- シナリオ：大隈晃洋
- 音楽：キャッツ
- 主題歌「Endless sorrow」
  - 歌：MASAMI

## 評価
おたぽるのLeonekoはAndroid版での紹介の際、「10年以上も前のゲームであるためキャラクターデザインには古さを感じるが、ヒロインの数ならびにサブヒロインにもHシーンが用意されている点、メインヒロインの攻略難易度が高いなど、凌辱ゲーとしては質が高い」と評価し、ゲームそのもの以上にオープニングテーマであるMASAMI（現：飛蘭）の『ENDLESS SORROW』がすばらしいと述べた。